# 能登天文之內亂
能登天文之內亂（羅馬字：Noto Tenmon No Nairan）是在天文19年（1550年）於能登國的戰事。緣起於能登畠山氏的家臣遊佐續光和溫井總貞的權力鬥爭。

## 概要
由於遊佐續光向能登國外的外部勢力請求支援而轉化成大規模合戰。在這次合戰中，因為七尾城的一部份被燒燬等，被認為是相當激烈的戰鬥。結果隨著溫井總貞的勝利，遊佐續光向國外逃亡。以後能登畠山氏的支配權被溫井氏握著。
從來這次合戰在『長家家譜』等記錄指出是1543年在石塚的的合戰，不過在近年因為橋本芳雄和久保尚文等人在富山縣的研究而被訂正為1550年。